# Richarlyson
Richarlyson Barbosa Felisbino (* 27. Dezember 1982 in Natal) ist ein ehemaliger brasilianischer Fußballspieler. Der Defensiv-Allrounder war u. a. für den Atlético Mineiro aktiv und absolvierte bereits zwei Spiele für die brasilianische Fußballnationalmannschaft. Sein Bruder Alecsandro und sein Vater Reinaldo (Lela) waren ebenso Fußballspieler. Außerdem ist er der Schwager von Deco.

## Karriere
Richarlyson begann beim Ituano FC mit dem Klubfußball und wechselte 2002 zum EC Santo André. Nach einer starken Saison wurde er zuerst an den Fortaleza EC und anschließend an SV Austria Salzburg verliehen. Nach dem Ende der Saison 2004/05 ging er in seine Heimat zurück. Hier erhielt er einen Vertrag beim FC São Paulo, wo er seine bis dahin erfolgreichste Zeit erlebte. Mit São Paulo konnte er insgesamt drei nationale Titel gewinnen und wurde 2007 in das Série A Team des Jahres gewählt. Außerdem gewann er 2005 mit den Tricolor Paulista die FIFA-Klub-Weltmeisterschaft.
Zur Saison 2011 wechselte Richarlyson zu Atlético Mineiro unter Vertrag. Nachdem er hier nur in seiner Spielzeit regelmäßig aufgelaufen war, stand er danach immer seltener auf dem Platz. Im Juni 2014 ging er dann zum EC Vitória. Mit dem Klub trat er zum letzten Mal in der obersten Liga Brasiliens an. Bis auf ein halbjähriges Intermezzo in Indien beim FC Goa, spielte er bis zu seinem Karriereende 2021 nur noch bei unterklassigen Klubs seiner Heimat.

## Nationalmannschaft
Richarlyson gab sein Debüt für die Seleção am 6. Februar 2008 im Spiel gegen Irland. Er stand in der Startelf und durfte einen 1:0-Sieg dank eines Tores von Robinho bejubeln. Sein zweites und bislang letztes Spiel für die Seleção bestritt er einen Monat später am 26. März 2008 gegen Schweden, welches ebenfalls mit 1:0 gewonnen werden konnte.

## Erfolge
Ituano
- Staatsmeisterschaft von São Paulo: 2002

São Paulo
- FIFA-Klub-Weltmeisterschaft: 2005
- Campeonato Brasileiro de Futebol: 2006, 2007, 2008

Atlético Mineiro
- Staatsmeisterschaft von Minas Gerais: 2012, 2013
- Copa Libertadores: 2013

Auszeichnungen
- Prêmio Craque do Brasileirão: 2007

## Richarlyson-Affäre
Im Jahr 2007 wurde er nach einer Kontroverse, in der Zweifel an seiner sexuellen Orientierung gestreut wurden, weitgehend bekannt. Der Präsident des Klubs Palmeiras beschuldigte Richarlyson schwul zu sein. Richarlyson verklage ihn daraufhin auf Verleumdung und leugnete seine Homosexualität. Der Richter Junqueira Filho wies die Klage ab mit der Begründung: „Wenn Richarlyson schwul ist, dann hat er im Fußball nichts verloren, wenn er nicht schwul ist, dann kann er sich ja im Fernsehen selbst verteidigen.“ Außerdem fügte er hinzu, dass Schwule ihre eigenen Teams und Meisterschaften gründen sollten, damit der Fußball einheitlich bleibt, denn immerhin ist es ein männliches Spiel. Nachdem der Oberste Gerichtshof eine Erklärung des Richters einholen wollte, verabschiedete sich dieser auf unbestimmte Zeit in den Urlaub.